# Stephen D. King
Stephen D. King (geboren 19. November 1963) ist ein britischer Ökonom.

## Leben
Stephen D. King studierte Ökonomie am New College in Oxford und arbeitete danach zunächst als Ökonom im HM Treasury. Er war von 1998 bis 2015 Chefökonom der HSBC Gruppe in London und arbeitet seither für HSBC als Seniorberater. Er ist Mitglied im  Economists’ Forum der Financial Times. King war von 2010 bis 2014 Asien-Berater für die britische Regierung und wurde als Berater zu Parlamentsausschüssen hinzugezogen.
Sein erstes Buch zu wirtschaftspolitischen Fragen erschien 2010, sein zweites When the Money Runs Out war 2013 ein Financial Times Buch des Jahres.

## Schriften (Auswahl)
- Losing Control: The Emerging Threats to Western Prosperity. New Haven : Yale University Press, 2010
- When the Money Runs Out: The End of Western Affluence. New Haven : Yale University Press, 2013
- Grave New World, The End of Globalization, the Return of History. New Haven : Yale University Press, 2017
- We Need to Talk About Inflation: 14 Urgent Lessons from the Last 2,000 Years. Yale University Press, New Haven 2023, ISBN 978-0-300-27047-1.